# Привиди Гої
«Привиди Гої» (англ. Goya's Ghosts) — фільм Мілоша Формана. Прем'єра відбулася 8 листопада 2006 року.

## Сюжет
Події фільму розгортаються в Іспанії у 1792 році. Часи повернення жорстокостей інквізиції. Інес — муза найзнаменитішого портретиста королів і королев Франсиско Гої кинута в темницю. І коли живописець звертається по допомогу до священика Лоренцо, їхня дружба піддається серйозному випробуванню, повністю змінивши подальші долі всіх трьох.

## Ролі
| Актор            | Роль                          |
| ---------------- | ----------------------------- |
| Наталі Портман   | Інес / Алісія                 |
| Хав'єр Бардем    | Лоренцо                       |
| Стеллан Скашгорд | Франсіско Гоя                 |
| Ренді Куейд      | Король Карл IV                |
| Майкл Лонсдейл   | батько Грегоріо               |
| Джуліан Ведхем   | Жозеф Бонапарт                |
| Бланка Портільо  | королева Марія-Луїза Пармская |

## Касові збори
Під час показу в Україні, що розпочався 10 травня 2007 року, протягом перших вихідних фільм зібрав $33,710 і посів 5 місце в кінопрокаті того тижня. Фільм опустився на восьму сходинку українського кінопрокату наступного тижня і зібрав за ті вихідні ще $4,628. Загалом фільм в кінопрокаті України пробув 2 тижні і зібрав $33,710, посівши 151 місце серед найбільш касових фільмів 2007 року.

## Цікаві факти

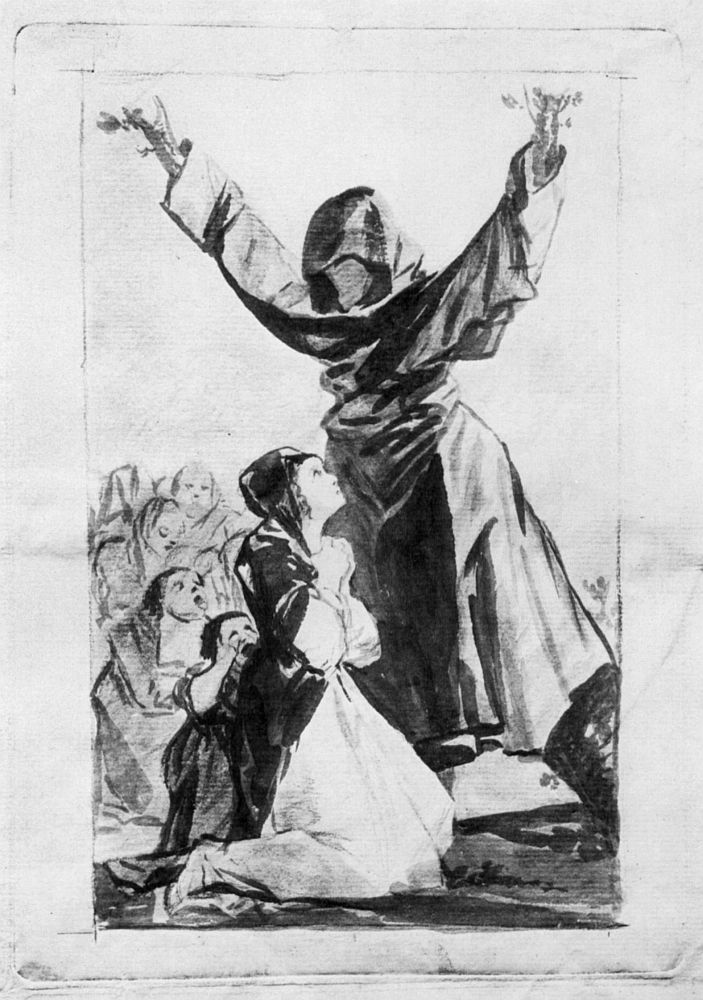
Гравюра Гої, технологія створення якої була показана у фільмі

- Прототипом персонажа Лоренцо, можливо, послужила реальна постать — Хуан Антоніо Льоренте, який був генеральним секретарем іспанської інквізиції в кінці вісімнадцятого століття, написав «Критичну історію інквізиції Іспанії».
- Коли Гоя пише портрет Інес, вона запитує його, чому у портрета за його спиною немає обличчя. Він відповідає, що це привид і у нього немає обличчя. Уважний глядач помітить, що це незакінчений портрет Лоренцо, а як тільки сцена з Інес і Франсіско закінчується, показують сцену, як Гоя пише портрет з Лоренцо, закінчуючи портрет.